# Sergej Naryškin
Sergej Jevgeňjevič Naryškin (rusky Серге́й Евге́ньевич Нары́шкин, * 27. října 1954, Leningrad, Sovětský svaz) je ruský politik a obchodník, který je od roku 2016 ředitelem Služby vnější rozvědky, hlavní zahraniční zpravodajské služby Ruské federace.
Jako poslanec Státní dumy za Jednotné Rusko byl v letech 2011–2016 jejím předsedou. Předtím byl v letech 2008–2012 vedoucím prezidentské kanceláře.

## Život
V roce 1978 získal Naryškin titul inženýra na Leningradském ústavu mechaniky a ve stejném roce byl také prvním tajemníkem Komsomolu. V letech 1978–1980 studoval Vyšší školu KGB. Od roku 1982 byl asistentem prorektora Petrohradského polytechnického institutu Petra Velikého. V letech 1988–1992 pracoval na sovětské ambasádě v Bruselu. letech 1992–1995 byl v petrohradské komisi pro hospodářství a finance. V roce 1997 se stal vedoucím investičního oddělení Leningradské oblasti. V letech 1998–2004 byl předsedou komise pro externí spolupráci a mezinárodní vztahy Leningradské oblasti. V devadesátých letech také vystudoval ekonomii na Petrohradském mezinárodním institutu managementu.
Začátkem roku 2004 se stal zástupcem vedoucího ekonomického oddělení prezidentské kanceláře. Od roku 2004 byl také členem správní rady Sovkomflotu, Rosněftu a Prvního kanálu. V září roku 2004 byl jmenován jedním z vicepremiérů Ruska.
V letech 2008–2012, v době prezidentství Dmitrije Medveděva, byl vedoucím prezidentské kanceláře a v letech 2009–2012 také předsedou Prezidentské komise Ruské federace proti pokusům o falšování dějin na úkor ruských zájmů. Jako poslanec Státní dumy za Jednotné Rusko byl v letech 2011–2016 jejím předsedou.
Od roku 2016 je ředitelem Služby vnější rozvědky, hlavní zahraniční zpravodajské služby Ruské federace.